# Promises (singel The Cranberries)
Promises – singel irlandzkiego zespołu The Cranberries z czwartego albumu Bury the Hatchet. W marcu 1999 został wydany jako pierwszy promujący tę płytę. Jako jedyny (z tego albumu) był notowany na amerykańskich listach przebojów. W warstwie muzycznej utworu słychać gitarę prowadzącą oraz ciężki rockowy beat. Tekst napisany przez wokalistkę, mówi o rozwodzie.
Wideoklip w reżyserii Oliviera Dahana, przedstawia kowboja konfrontującego się z hybrydą wiedźmy i stracha na wróble. W teledysku wystąpiła francuska aktorka Maiwenn.
„Promises” jest dziewiątym z kolei i jednocześnie ostatnim przebojem The Cranberries w Wielkiej Brytanii, gdzie doszedł do 13. miejsca na UK Singles Chart oraz do 19. w rodzimym kraju zespołu. Poza Wyspami Brytyjskimi singiel dotarł na szczyt listy przebojów w Hiszpanii, a także dostał się do Top 20 w krajach takich jak: Kanada, Islandia, Nowa Zelandia, Norwegia i Szwajcaria. Był notowany także na kilku innych europejskich listach przebojów.

## Lista utworów
UK CD1
1. „Promises” (edit)
2. „The Sweetest Thing” – 3:33
3. „Linger” (nagrany na żywo w sierpniu 1996)

UK CD2
1. „Promises”
2. „Dreams” (live at the Nobel Peace Prize Concert, Oslo)
3. „Promises” (live at the Nobel Peace Prize Concert, Oslo)

Canadian maxi-single
1. „Promises” (radio edit) – 3:30
2. „The Sweetest Thing” – 3:33
3. „Promises” – 5:27
4. „Linger” (live) – 4:40